# Kaumi-Hantschuang-Bahn
Die Kaumi-Hantschuang-Bahn war ein Projekt für den Bau einer Eisenbahnlinie im Süden der chinesischen Provinz Schantung zur Verbindung des Gebietes mit der deutschen Kolonialstadt Tsingtau am Pazifischen Ozean. 

## Geschichte
Laut der Konzession der 1899 gegründeten Schantung-Eisenbahn-Gesellschaft konnte die Gesellschaft von ihrer Hauptlinie, der Schantung-Bahn, auch eine Bahn nach Itschoufu und in das dortige Kohlegebiet bauen.
Am 23. Dezember 1913 schlossen das Deutsche Reich und China einen Vertrag, der ab 1914 den Bau zweier Bahnlinien von deutschen Firmen und mit deutschem Kapital vorsah. Die eine der beiden neuen Linien sollte von der bereits bestehenden von Tsingtau kommenden Schantung-Bahn ab Kaumi nach Süden abgehen und über Itschoufu und das dortige Kohlengebiet nach Hantschuang laufen. Hantschuang wiederum war über eine Bahn mit Tientsin, der Hafenstadt von Peking, verbunden. Damit sollte das südliche Schantung für die deutsche Hafen- und Industriestadt Tsingtau erschlossen werden.
Kaumi lag im Bereich der Neutralen Zone, die das deutsche Schutzgebiet Kiautschou umgab und in der das Deutsche Reich die Rechtshoheit hatte. Die Vorarbeiten für den Bahnbau waren im Gange, als der Erste Weltkrieg ausbrach. Die Arbeiten wurden eingestellt und nicht wieder aufgenommen. 